# Вайден-ам-Зе
Вайден-ам-Зе (нем. Weiden am See) — ярмарочная коммуна (нем. Marktgemeinde) в Австрии, в федеральной земле Бургенланд.
Входит в состав округа Нойзидль-ам-Зе. Площадь общины составляет 32,51 км², население — 2527 человек (1 января 2021), плотность населения — 76 чел./км². Официальный код — 10722.

## Население
| Год  | Численность |
| ---- | ----------- |
| 1869 | 1033        |
| 1889 | 1176        |
| 1890 | 1301        |
| 1900 | 1368        |
| 1910 | 1364        |
| 1923 | 1475        |
| 1934 | 1656        |
| 1939 | 1704        |
| 1951 | 1678        |
| 1961 | 1685        |
| 1971 | 1701        |
| 1981 | 1704        |
| 1991 | 1875        |
| 2001 | 1922        |
| 2011 | 2262        |
| 2021 | 2527        |

## Политическая ситуация
Бургомистр коммуны — Вильхельм Шварц (АНП) по результатам выборов 2007 года.
Совет представителей коммуны (нем. Gemeinderat) состоит из 21 места.
- АНП занимает 11 мест.
- СДПА занимает 10 мест.